# 鉛色野鯪
鉛色野鯪，為輻鰭魚綱鯉形目鯉科的其中一個種。分布於非洲南非、尚比亞、波札那、辛巴威及莫三比克，體長可達38公分，喜棲息在深水域，以藻類及有機碎屑為食，可做為食用魚。

## 扩展阅读
維基物種上的相關：鉛色野鯪